# بوشیمین
بوشیمین (به فرانسوی: Beauchemin) یک کمون (فرانسه) در فرانسه است که در canton of Neuilly-l'Évêque واقع شده‌است. بوشیمین ۱۱٫۹۲ کیلومتر مربع مساحت دارد ۳۱۷ متر بالاتر از سطح دریا واقع شده‌است.